# Bessoung Kang
Bessoung Kang (ou Besoung Kang) est un village de la Région du Littoral au Cameroun, situé dans la commune de Bonaléa

## Population et développement
En 1967, la population de Bessoung Kang était de 157 habitants, essentiellement des Bankon (Abo). 